# Петропавловка (Новоузенский район)
Петропавловка — село в Новоузенском районе Саратовской области России, административный центр Петропавловского сельского поселения. Село расположено на левом берегу реки Малый Узень примерно в 27 км (по прямой) в юго-западном направлении от районного центра города Новоузенска.
Население — 711 (2010).

## История
Казённая деревня Петропавловка (она же Лепиловка) упоминается в Списке населенных мест Российской империи по сведениям 1859 года. В 1859 году в населённом пункте проживало свыше 1,1 тысяч жителей. Деревня относилась к Новоузенскому уезду Самарской губернии. По состоянию на 1889 год село Петропавловка относилось к Малоузенской волости. Согласно данным Всероссийской переписи населения 1897 года в селе проживали православные (1297 человек) и старообрядцы (651 человек).
Согласно Списку населённых мест Самарской губернии 1910 года Петропавловка являлась единственным селом Петропавловской волости, здесь проживало 1115 мужчин и 1053 женщины, село населяли бывшие государственные крестьяне, преимущественно русские, православные и сектанты, в селе имелись церковь, молитвенный дом, земская и церковно-приходская школы, библиотека-читальня, земская станция, проводились 2 ярмарки, по воскресеньям базары, работали волостное правление, ветеринарный врач, несколько мельниц.
В 1919 году в составе Новоузенского уезда село включено в состав Саратовской губернии.

## Население
Динамика численности населения по годам:
| 1859 | 1889 | 1897 | 1910 | 2002 |
| ---- | ---- | ---- | ---- | ---- |
| 1159 | 1643 | 2121 | 2168 | 776  |

| 2002 | 2010 |
| ---- | ---- |
| 833  | ↘711 |

Национальный состав
Согласно результатам переписи 2002 года большинство населения составляли казахи (54 %) и русские (43 %).

## Известные жители
- Нестеров, Иван Серафимович (1907—1954) — челюскинец, инженер-генерал-директор морского флота 3-го ранга.
- Шилин, Афанасий Петрович (1924—1982) — артиллерист, дважды Герой Советского Союза (1944, 1945), генерал-лейтенант (1975).